# Richie Stanaway
Richie Stanaway, né le 24 novembre 1991 à Tauranga, est un pilote automobile néo-Zélandais.

## Biographie
Richie Stanaway commence la compétition automobile en 2007 en Formule First.
L'année suivante, il est intégré dans le Championnat australien de Formule Ford, engagement qu'il poursuit en 2009 en y rajoutant une implication en ADAC Formel Masters. Il poursuit son engagement dans ce dernier championnat l'année suivante où il est sacré champion, tout en pilotant en Championnat de Grande-Bretagne de Formule Renault et en Toyota Racing Series.
En 2011, il s'engage ainsi en GP3 Series ainsi qu'en Championnat d'Allemagne de Formule 3 où il est sacré dès sa première année. Il est associé également au FIA Institute Young Driver Excellence Academy.
Il parvient de la sorte à participer à la saison 2012 de la Formula Renault 3.5 Series.
L'année suivante voit sa carrière s'orienter vers l'endurance avec des piges en Championnat du monde d'endurance FIA pour Aston Martin et en Rolex Sports Car Series. Il pilote également en Porsche Supercup.
En 2014, il retrouve le GP3 Series ainsi que la Formula Renault 3.5 Series. Il continue de piloter en Championnat du monde d'endurance FIA.
En 2015, il est admis dans le Championnat de GP2 Series 2015. Il connait également par l'intermédiaire du Championnat du monde d'endurance FIA sa première participation aux 24 Heures du Mans, où il termine à la sixième place de sa catégorie. Il participe également en European Le Mans Series.
L'année 2016 voit le même programme se dérouler, mis à part le GP2 Series qu'il remplace avec le V8 Supercars.
En 2019, il annonce son retrait des sports mécaniques.

## Palmarès
- 2010 (ADAC Formel Masters) : Champion
- 2011 (Championnat d'Allemagne de Formule 3) : Champion
- 6 Heures de Spa 2015 (Catégorie LMGTE Pro)
- 6 Heures de Mexico 2016 (Catégorie LMGTE Pro)

## Résultats en compétition automobile

### Résultats aux 24 Heures du Mans
| Année | Équipe                 | Équipiers                    | Voiture                  | Classe  | Tours | Pos. | Class Pos. |
| ----- | ---------------------- | ---------------------------- | ------------------------ | ------- | ----- | ---- | ---------- |
| 2015  | Aston Martin Racing V8 | Fernando Rees Alex MacDowall | Aston Martin Vantage GTE | GTE Pro | 320   | 34e  | 6e         |
| 2016  | Aston Martin Racing    | Jonathan Adam Fernando Rees  | Aston Martin Vantage GTE | GTE Pro | 337   | 24e  | 6e         |

### Résultats en Championnat du monde d'endurance FIA
| Année | Équipe                 | Classe    | Voiture                  | Moteur                | 1       | 2     | 3     | 4     | 5       | 6     | 7     | 8       | 9   | Rang | Points |
| ----- | ---------------------- | --------- | ------------------------ | --------------------- | ------- | ----- | ----- | ----- | ------- | ----- | ----- | ------- | --- | ---- | ------ |
| 2013  | Aston Martin Racing    | LMGTE Pro | Aston Martin Vantage GTE | Aston Martin 4.5 L V8 | SIL     | SPA 6 | LMS   | SÃO 5 | COA Ret | FUJ 6 | SHA 2 | BHR Ret |     | 19e  | 27.75  |
| 2014  | Aston Martin Racing    | LMGTE Am  | Aston Martin Vantage GTE | Aston Martin 4.5 L V8 | SIL     | SPA 2 | LMS   | COA 2 | FUJ     | SHA 2 | BHR   | SÃO     |     | 10e  | 54     |
| 2015  | Aston Martin Racing V8 | LMGTE Pro | Aston Martin Vantage GTE | Aston Martin 4.5 L V8 | SIL 6   | SPA 1 | LMS 9 | NÜR 5 | COA 4   | FUJ   | SHA 5 | BHR 7   |     | 9e   | 78     |
| 2016  | Aston Martin Racing    | LMGTE Pro | Aston Martin Vantage GTE | Aston Martin 4.5 L V8 | SIL Ret | SPA 3 | LMS 3 | NÜR 5 | MEX 1   | COA   | FUJ 6 | SHA Ret | BHR | 7e   | 88     |

* Saison en cours.